# Neoclides laceratus
Neoclides laceratus är en insektsart som först beskrevs av Haan 1842.  Neoclides laceratus ingår i släktet Neoclides och familjen Diapheromeridae. Inga underarter finns listade i Catalogue of Life.